# Climăuții de Jos, Șoldănești
Climăuții de Jos este satul de reședință al comunei cu același nume  din raionul Șoldănești, Republica Moldova.
Satul are o suprafață de circa 2.81 kilometri pătrați, cu un perimetru de 10.74 km. Din componența comunei fac parte localitățile Climăuții de Jos și Cot. Satul Climăuții de Jos este așezat la gura râulețului Cușmirca, pe malul drept al Nistrului, la o distanță de 25 km de orașul Șoldănești și la 133 km de Chișinău.

## Istorie
Prima mențiune documentară a satului Climăuți se regăsește într-un document din anul 1578, unde în contextul relatării răzvrătirii cazacilor în frunte cu Nicoară Potcoavă împotriva lui Petru Șchiopul sunt amintiți și „frații Simion și Grigore din Climăuți, aproape de Soroca”. Într-un act emis de Petru Șchiopul la 11 martie 1586, se arată că frații Simion și Grigore, boieri din Climăuți, au fost pedepsiți prin confiscarea averilor. Moșia lor a fost donată logofătului Andrei, pârcălab de Soroca:
„Din mila lui Dumnezeu, noi Io Petru voievod, domn al Țării Moldovei. Facem cunoscut cu această carte a noastră, tuturor celor ce o vor vedea sau o vor auzi cetindu-se, că acest adevărat al nostru credincios pan Andrei logofăt și pârcălab de Neamț ne-a slujit drept credincios. De aceia noi, văzând slujba lui drept credincioasa către noi, i-am miluit cu deosebita noastră milă, i-am dat și 1-am miluit dela noi, în țara noastră, în Moldova, cu niște sate și cu niște seliște, anume satul Climăuții, deasupra Nistrului și satul Socolul și seliștea Zăvadinele, ce sunt in ținutul Sorocii și deasemeni seliștea Dancăuții și Vornicenii și Turburenii, în ținutul Hotinului, ...

...

Iar pentru mai mare putere și întărire a tuturor celor mai sus scrise am poruncit credinciosului și cinstitului nostru boier pan Stroici mare logofăt să scrie și să atârne pecetea noastă la această adevărată carte a noastră.

A scris Dumitru în Iași, în anul 7094 <1586> Martie 11.”
La 20 mai 1665 Climăuții pe Nistru sunt menționați ca punct de hotar, când s-a hotărnicit moșia boierului Grigore Hăbășescu din Sănătăuca. Recensământul din 1774 fixa la Climăuții de Jos 26 de ogrăzi drept proprietate a Mănăstirii Golia din Iași; printre băștinași apar și 4 băjenari (refugiați) din Polonia. Mănăstirea Golia stăpânea la 1861 în localitățile Climăuți, Vadul-Rașcov și Socola – 4.579 desetine de pământ, care mai apoi au fost donate Mănăstirii Vatoped de pe Sfântul Munte Athos. În 1880 Mănăstirea Vatoped poseda la Climăuți, ținutul Soroca, 1 868 desetine de teren arabil, 669 desetine de pădure și 203 desetine de toloacă.
În anul 1889 a fost sfințită biserica cu hramul  „Sf. Mare Mucenic Dumitru”. Recensământul din 1897 a fixat la Climăuți 868 de locuitori. În 1912 la Climăuți s-au organizat cursuri de altoire a viței de vie pentru agricultorii din albia de sus a Nistrului. În perioada interbelică satul număra 350 de case, avea 11 mori de apă, carieră de piatră, școală primară, biserică.
La 1 august 1949, după război, foamete și deportări populația satului ajunge la 1 489 de oameni.
În perioada sovietică satul Climăuții de Jos alcătuia o brigadă a gospodăriei colective „Pravda” cu sediul în Vadul-Rașcov. La Climăuții de Jos au fost construite școala medie, grădinița de copii, căminul cultural, stadionul, 2 biblioteci, punctul medical, oficiul poștal, trei magazine.
În  anul 1989 în Climăuții de Jos s-a produs o descoperire importantă, fiind găsită o cabană din oase de mamut construită de oamenii primitivi.

## Geografie
La sud de sat, pe o suprafață de 668 ha, este amplasată rezervația peisagistică Climăuții de Jos. Pe panta dreaptă a râulețului se găsește izvorul Cărăușilor, o arie protejată din categoria monumentelor naturii de tip hidrologic.

## Demografie
La recensământul din anul 2004, populația satului constituia 1070 de oameni, dintre care 49.91% - bărbați și 50.09% - femei. Structura etnică a populației în cadrul satului era următoarea: 99.53% - moldoveni, 0.28% - ucraineni, 0.19% - ruși. Conform datelor recensământului din anul 2004, populația la nivelul comunei Climăuții de Jos constituie 1467 de oameni, dintre care 49.08% - bărbați și 50.92% - femei. Compoziția etnică a populației comunei era următoarea: 99.39% - moldoveni, 0.48% - ucraineni, 0.14% - ruși. În comuna Climăuții de Jos au fost înregistrate 584 de gospodării casnice, iar mărimea medie a unei gospodării era de 2.5 persoane.